# Drosophila uninubes
Drosophila uninubes är en tvåvingeart som beskrevs av Patterson och Gordon Mainland 1943. Drosophila uninubes ingår i släktet Drosophila och familjen daggflugor.
Artens utbredningsområde är Mexiko.